# شاخة أل بو شهباز (جفال)
شاخة أل بو شهباز (بالفارسية: شاخه آلبوشهباز) هي منطقة سكنية تقع في إيران في قسم جفال الريفي. يقدر عدد سكانها بـ 44 نسمة بحسب إحصاء 2016.